# 高起 (清朝)
高 起（こう き、? – 1748年）は、中国清朝の官員。漢軍鑲黄旗出身の人物。高其位の子。
監生として育ち、康熙59年（1720年）に四川の茂州知州に就任。その後、陝西の漢中府知府、湖北の荊州知州を歴任。雍正10年（1732年）、光禄寺少卿に就任。翌年には兵部右侍郎に任命された。雍正13年（1735年）、兵部尚書に昇進。